# چریدن

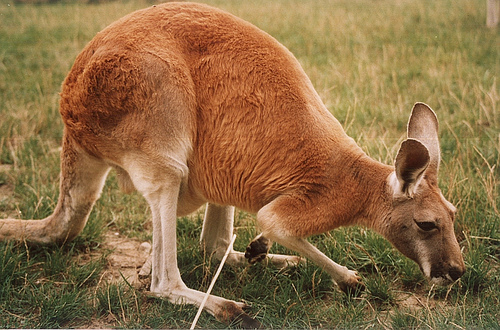
چریدن کانگوروی قرمز

چریدن (به انگلیسی: Grazing)، یک روش تغذیه است که در آن یک گیاه‌خوار از گیاهان کم‌رشد مانند علف‌ها یا دیگر جانداران چندسلولی مانند جلبک تغذیه می‌کند. می‌توان گفت که بسیاری از گونههای جانوران چرنده هستند، از جانوران بزرگ مانند اسب آبی گرفته تا حلزون‌های کوچک آبزی. رفتار چریدن یک نوع استراتژی تغذیه در محیط زیست یک گونه است. استراتژی‌های چرای خاص عبارتند از علف‌خواری (خوردن علف). مدفوع‌خواری (تولید گلوله‌های نیمه‌هضم‌شده که دوباره بلعیده می‌شوند)؛ چرنده دروغین (داشتن معده چند حفره‌ای اما نجویدن ساقه)؛ و چریدن روی گیاهانی به‌جز علف، مانند جلبک‌های دریایی.

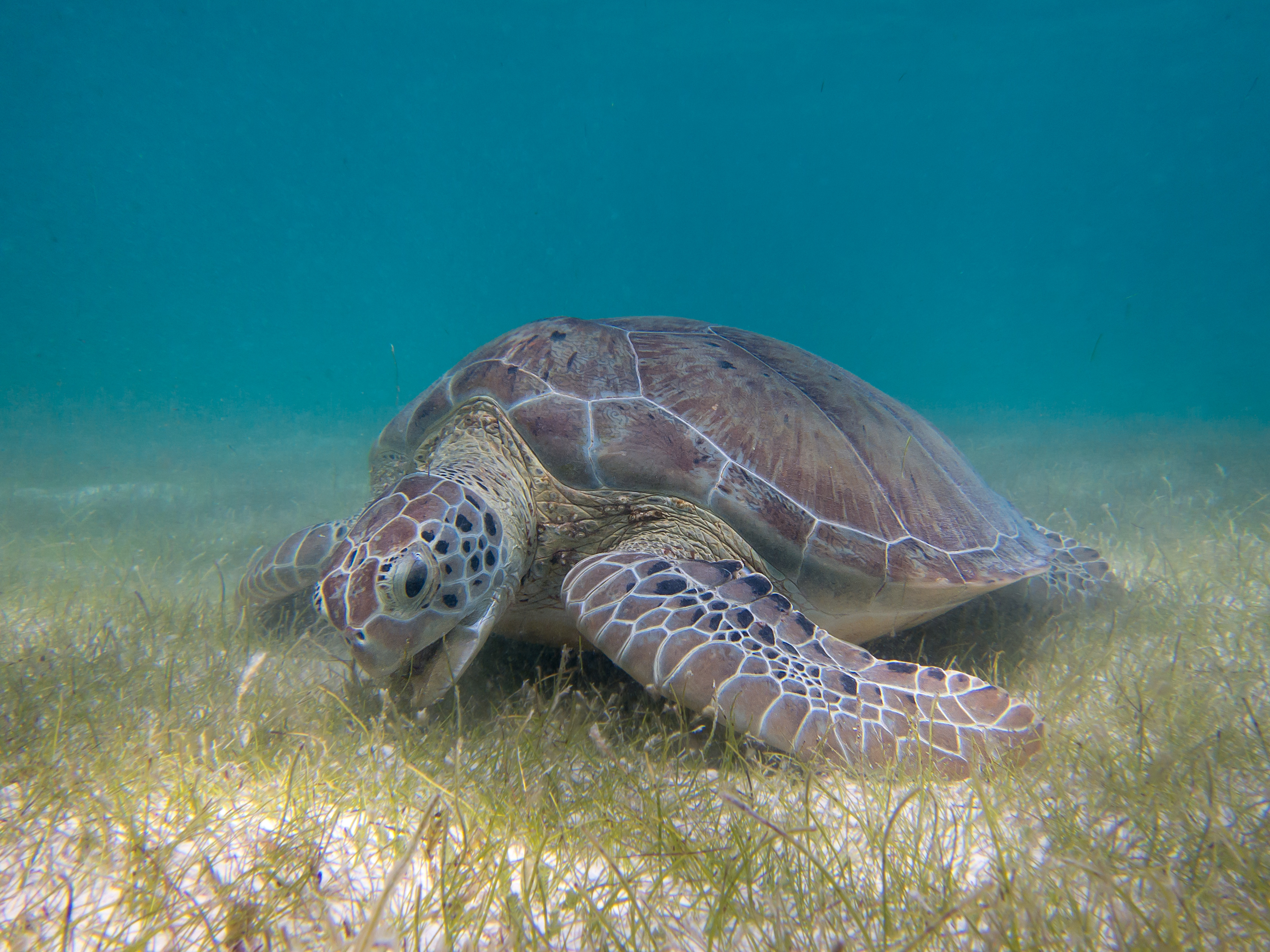
لاک‌پشت سبز دریایی در حال چریدن از علف‌های دریایی